# Laurent Stefanini
Pour un autre haut fonctionnaire, voir Patrick Stefanini.
Pour les articles homonymes, voir Stefanini.
Laurent Stefanini, né le 15 août 1960 à Neuilly-sur-Seine, est un diplomate et haut fonctionnaire français,.

## Biographie
Fils d’un docteur en droit international public (thèse sur les origines comparées entre la SDN et l'ONU) originaire de Sari-d'Orcino en Haute Corse et de Janine Parry originaire d’Aubusson, Laurent Stefanini grandit à Saint-Germain-en-Laye.
Il est diplômé de Sciences Po (section : Service public, 1980) et de l'Institut d'études américaines (New York University) puis sort de l'ENA en 1985 (promotion Léonard de Vinci),.
Après quatre ans à la direction des affaires juridiques (droit humanitaire et désarmement, droit de la mer et de l'Antarctique) puis au secrétariat général du ministère français des Affaires étrangères (présidence française de l'Union européenne de 1989), il devient en 1989 premier secrétaire à la mission permanente de la France auprès des Nations unies et s'occupant des questions de désarmement politico-militaire.
Entre 1992 et 1996, il est sous-directeur à la direction des affaires économiques et financières du Quai d'Orsay sur les questions d'environnement, de transport, de télécommunication et d'énergie.
De 1996 à 2001, il occupe les fonctions de chef adjoint du protocole.
De 2001 à 2005, il est ministre conseiller (et chargé d'affaires en 2001-2002) à l'ambassade de France près le Saint-Siège, et à son départ il est fait commandeur avec plaque de l'ordre de Saint-Grégoire-le-Grand par le pape Jean-Paul II,.
De mars 2005 à octobre 2006, il est conseiller pour les affaires religieuses auprès du ministère des Affaires étrangères. D'octobre 2006 à avril 2010, il est ambassadeur de France pour les questions d'environnement, chargé des négociations internationales dans ce domaine (biodiversité et océan en particulier). De mai 2010 à avril 2016, il est chef du protocole de la République française, introducteur des ambassadeurs, chargé également des déplacements du président et du Premier ministre à l'étranger, des déplacements des chefs d'État étrangers lors de leurs visites en France ainsi que des sommets diplomatiques se tenant en France.
À ce titre, il est en 2011 secrétaire général de la présidence française du G20 et du G8.
Alors qu'il est chef du protocole de la République française, Laurent Stéfanini suggère au président de la République, à l'occasion de la visite de la reine britannique pour les commémorations à l'occasion du 70e anniversaire du débarquement de Normandie de reproduire et d'agrandir la couverture du menu de 1914, soulignant ainsi la permanence de l'alliance franco-anglaise.
En octobre 2015, il se voit refuser sa nomination à l'ambassade de France au Vatican en raison notamment du non-respect de la procédure de nomination des ambassadeurs par le gouvernement français. D'autres sources évoquent que c'est à cause de son homosexualité. Il poursuit cette année-là la tâche de chef du protocole et la préparation de la COP 21 (changement climatique) du Bourget de novembre-décembre 2015.
Suivant la tradition, il est reçu, au cours d'une réception en son honneur à l'occasion de son départ du poste de chef du protocole, par le doyen du corps diplomatique en France, en l’occurrence le nonce apostolique Luigi Ventura.
En avril 2016, il prend ses fonctions d'ambassadeur, délégué permanent de la France auprès de UNESCO et remet ses lettres de nomination à la directrice générale le 9 mai 2016. Il remplace Philippe Lalliot.
En octobre 2016, il vote l'abstention de la France lors de la décision controversée concernant les lieux saints de Jérusalem.
Par décret du 6 août 2019, il est nommé ambassadeur de France à Monaco.
Depuis le 1er septembre 2023, il est secrétaire général de la conférence des Nations Unies pour l'océan (Nice, juin 2025).[réf. nécessaire]

## Enseignement
(mai 2018).
Laurent Stefanini a toujours eu des activités enseignantes :
- 1986-1989 : Maître de conférences à Sciences Po Paris, et membre du jury de diplôme (1988-1989)
- 1987-1989 : Chargé de cours à l'université Paris-Dauphine
- 1995-1997 : Maître de conférences à l'École nationale d'administration
- 1996-2001 : Chargé de cours à l'Institut international d'administration publique
- 2007-2010 : Chargé de l'enseignement des questions internationales dans le cadre d'un mastère de Gestion du développement durable et du changement climatique à Toulouse (conjoint École supérieure de commerce de Toulouse, École nationale de la météorologie, École nationale agronomique de Toulouse)
- Correspondant de l'Académie des sciences morales et politiques

## Ouvrages
En octobre 2016, Laurent Stefanini publie un livre, fruit de la mobilisation d'une équipe de diplomates, historiens, chefs étoilés, pour raconter cinq cents ans d'histoire de France autour de grands repas intitulé À la table des diplomates, publié aux éditions de l'Iconoclaste. La gastronomie française, recours puissant de la diplomatie du pays, y est mise en valeur.
Il est l'auteur de livres et d'articles divers sur des sujets d'histoire et de questions internationales, notamment dans la revue L'ENA hors les murs de l'association des anciens élèves de l'ENA, dans la revue Correspondances du ministère des Affaires étrangères et européennes et dans la revue de l'École polytechnique.

## Distinction

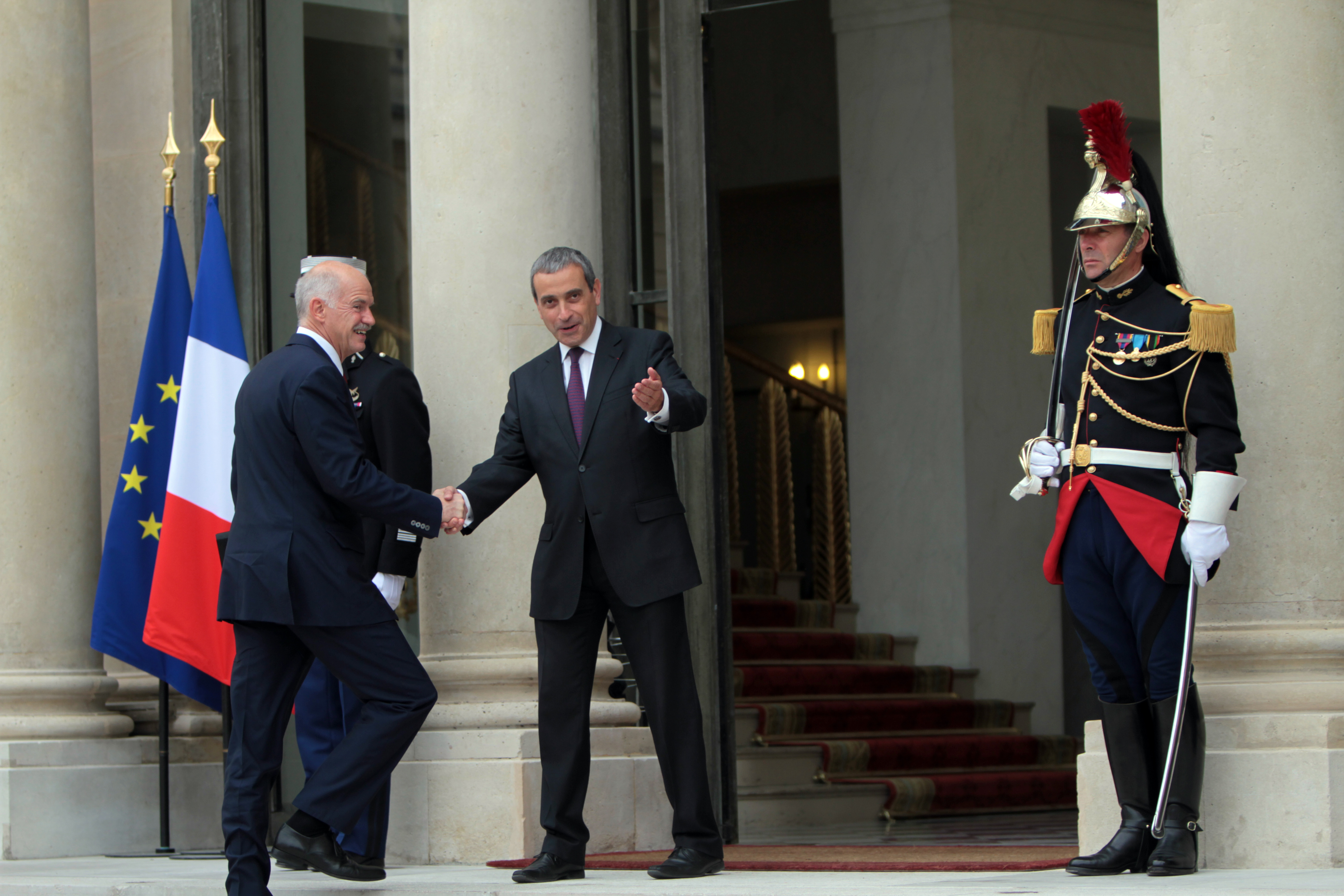
Laurent Stefanini en septembre 2011.

### Françaises
- Officier de la Légion d'honneur. Il est promu officier par décret du 30 décembre 2016[16]. Il était chevalier du 24 juin 2007.
- Officier de l'ordre national du Mérite
- Commandeur des Palmes académiques
- Commandeur et ancien membre du Conseil de l’ordre des Arts et des Lettres
- Commandeur du Mérite agricole
- Commandeur du Mérite maritime
- Médaille de la Défense nationale, échelon bronze (agrafe « Armée de l’air »)
- Maître ès jeux de l'Académie des Jeux floraux.
- Membre non résidant de l'Académie de Nîmes (2022)[17].
- Membre de l'Académie de Saint-Gilles (2025)[18]

### Étrangères
Laurent Stéfanini est également titulaire de plusieurs ordres étrangers.
- Commandeur avec plaque de l'ordre de Saint-Grégoire-le-Grand (11 février 2005 par le pape Jean-Paul II[8])
- Commandeur de l'ordre du mérite de la République italienne (2012)
- Grand Croix de l'ordre national de la Croix du Sud du Brésil (2012)[19]
- Commandeur de l'ordre de la Renaissance de la Pologne (mars 2013[20])
- Officier de l'ordre de Grimaldi (13 juillet 2013)[21]
- Commandeur de l'ordre de Saint-Charles (2023)[22]
- Grand Officier de l'ordre de l'Étoile d'Italie (2013)[23]
- Commandeur de l'ordre du Soleil Levant du Japon (2013)[24]
- Chevalier - Commandeur (Sir) de l'ordre de Saint-Michel et Saint-Georges (2014)[25]